# Олена Ральф
Олена Ральф (нар.. 1983, Донецьк, УРСР) — Міс Ізраїль 2005, представниця Ізраїлю на конкурсі краси Міс Всесвіт 2005 року, співзасновник компанії Ralph Diamonds.

## Дитинство
Олена Ральф народилася 27 листопада 1983 року в місті Донецьку в сім'ї інженерів, зростала різнобічно розвиненою дитиною — займалася живописом, відвідувала танцювальну студію, плавальний басейн, багато уваги приділяла вивченню іноземних мов.
У 2001 році після закінчення школи вона вирішує самостійно переїхати до Ізраїлю, де вступає до університету в Тель-Авіві на факультет політології і соціології.

## Досягнення
Перші кроки в модельному напрямку були зроблені Оленою у віці 13 років . Потім 15-річною вона вступає до школи моделей при модельному агентстві «Лія». В цей час Олена бере участь у багатьох показах, є моделлю таких відомих стилістів як Сергій Звєрєв і В'ячеслав Дюденко.
Переїхавши до Ізраїлю, з кар'єрою моделі довелося тимчасово розлучитися, зосередивши всю свою увагу на навчанні в університеті. Однак доля розпорядилася по-своєму. У 2004 році французька косметична фірма l'oreal Paris спільно з ізраїльським журналом «Le Isha» (Жінка) провела конкурс серед багатьох тисяч ізраїльтянок з метою вибрати дівчину року. Право вибору належало самим читачам, які шляхом голосування назвали переможницю. Нею стала Олена Ральф. На наступний день після перемоги дівчину запросили працювати до провідного ізраїльського модельного агентства «Look».
Так почалася модельна кар'єра Олени в Ізраїлі. У 2005 році вона потрапила у відбірковий тур щорічного конкурсу «Міс Ізраїль» і здобула блискучу перемогу. У цьому ж році Олена дуже гідно представила Ізраїль на конкурсі «Miss Universe» у Бангкоку (Таїланд), де вона увійшла до топ-10 найкрасивіших дівчат Всесвіту. Пізніше Олена представляла такі відомі у світі компанії, як Naf-Naf, Wella, Loreal' — Paris…
Олена бере участь в фото сесіях і показах, які проводяться як в Ізраїлі, так і за кордоном, зокрема в Парижі, Лондоні і Нью-Йорку. Високі модельні дані дівчини оцінив відомий ізраїльський дизайнер Дані Мізрахі, обравши Олену лицем своєї колекції в 2009 році. Її фотографії прикрашають обкладинки багатьох журналів, вона знімається у телевізійних програмах. У тому ж році Олена взяла участь у популярному у всьому світі реаліті-шоу The Amazing Race, яке транслювалося на одному з центральних каналів телебачення.
У 2005 році Олена Ральф створює ювелірну компанію Ralph Diamonds, що виробляє прикраси за індивідуальними замовленнями-де, так само, є одним з дизайнерів .

## Благодійність
Олена Ральф приділяє багато часу благодійній діяльності, зокрема надаючи допомогу дітям-інвалідам. Для цієї мети вона здійснила місію Посла доброї волі в США, Канаду та Австралію, де знайшла розуміння і відгук у багатьох людей.

## Хобі
Улюбленим хобі Олени є живопис.
Інтереси — класична музика, балет та поезія.